# Deron McBee
Deron Michael McBee (23 de agosto de 1961) es un actor y deportista estadounidense, más conocido por haber interpretado a Motaro en la película Mortal Kombat: Aniquilación y a Bodine Garret en la película The Killing Zone. 
Estaba casado con Drzan McBee, una exluchadora profesional que murió en 2003 de un ataque al corazón, con quien tuvo dos hijas.